# Райхардт, Келли
Келли Райхардт (англ. Kelly Reichardt; род. 3 марта 1964 года) ― американский кинорежиссер и сценарист. Она известна своими фильмами в стиле минимализма, многие из которых посвящены персонажам из рабочего класса.

## Юность
Райхардт родилась в 1964 году и выросла в Майами, штат Флорида. В юности у неё развилась страсть к фотографии. Её родители были сотрудниками правоохранительных органов, которые разошлись, когда она была маленькой. Она получила степень магистра в Школе Музея изящных искусств в Бостоне. Помимо работы режиссера, она также преподает в гуманитарных колледжах.

## Карьера
Её дебютный фильм «Река травы» вышел на экраны в 1994 году. Он был номинирован на три премии Независимый дух, а также на приз Большого жюри кинофестиваля Сандэнс. Он был назван одним из лучших фильмов 1995 года по версии The Boston Globe, Film Comment и The Village Voice. Затем у Райхардт возникли проблемы с созданием ещё одного художественного фильма. Она рассказала: У меня было 10 лет с середины 1990-х, когда я не могла снять фильм. Это было во многом связано с тем, что я женщина.
В 1999 году она сняла свой второй полнометражный фильм «Ода», основанный на романе Германа Раухера «Ода Билли Джо». Затем она сняла два короткометражных фильма, «Потом год» и «Трэвис», посвященный войне в Ираке. В этих двух фильмах критики отметили, что она выражает свое недовольство администрацией Буша и их отношением к войне в Ираке.
Большинство её фильмов критики считают частью минималистского движения в кино.
В 2006 году она сняла драму «Старая радость», основанную на рассказе из коллекции Джона Рэймонда «Пригодность для жизни». Дэниел Лондон и певец и автор песен Уилл Олдхэм изображают двух друзей, которые воссоединяются для туристической поездки в Каскадные горы и Горячие источники Бэгби, недалеко от Портленда, штат Орегон. Фильм получил награды Ассоциации кинокритиков Лос-Анджелеса, Международного кинофестиваля в Роттердаме и кинофестиваля в Сарасоте. Примечательно, что это был первый американский фильм, получивший премию Тигр на Роттердамском кинофестивале.
Для своего следующего фильма «Венди и Люси» она и Джон Рэймонд адаптировали ещё одну историю. Фильм исследует темы одиночества и безнадежности через историю женщины, ищущей свою потерянную собаку. Фильм был выпущен в декабре 2008 года. Он был номинирован на премию Независимый дух за лучший фильм и лучшую женскую роль. Затем она сняла вестерн Обход Мика снова с Мишель Уильямс в главной роли. Он боролся за Золотого льва на 67-м Венецианском международном кинофестивале в 2010 году.
В 2013 году её фильм «Ночные движения» дебютировал в конкурсе на 70-м Венецианском международном кинофестивале. Фильм отличается по сравнению с другими её более меланхоличными фильмами из-за истории, предполагающей более интенсивный триллер о тайном заговоре с целью взрыва плотины.
Фильм «Несколько женщин» основан на сборнике рассказов Мейла Мелоя 2009 года Both Ways is the Only Way I Want It, и был снят в марте/апреле 2015 года в Монтане. В главных ролях Мишель Уильямс, Лора Дерн и Кристен Стюарт. Компания Sony Pictures Worldwide Acquisitions (SPWA) купила права на распространение. Премьера фильма состоялась 24 января 2016 года на кинофестивале Сандэнс. Райхардт получила высшую награду на Лондонском кинофестивале 2016 года.
В октябре 2016 года Рейхардт сообщила, что для своего следующего фильма она будет сотрудничать с автором Патриком Девиттом в адаптации его романа «Младший Наджордомо», который, возможно, будет снят за пределами США В октябре 2018 года было объявлено, что Рейхардт отложила съемки и вместо этого воссоединится с Рэймондом, чтобы снять драму «Первая корова».
В целом, все фильмы, которые она сняла, получили положительные отзывы критиков, причем все они имеют рейтинг выше 80 % на веб-сайте Rotten Tomatoes. Будучи режиссером, работающим в инди-кинематографе, её фильмы не стали успешными в прокате.
Райхардт также является резидентом программы «Кино и электронное искусство» в колледже Барда. Она является получателем стипендии Мемориального фонда Джона Саймона Гуггенхайма.
Она сама монтирует свои фильмы.

## Художественные особенности
Фильмы Келли Райхардт возможно отнести к направлению «кинематограф блуждания», которое возникает в модернистском кинематографе Европы в 50-60 е гг. как форма дедраматизации во время эмоциональной сдержанности из-за трагических происшествий. Одним из его предшественников считается итальянский неореализм, так как в нём также много разрушенных городов и пустырей. «Кинематограф блуждания» характеризуется постоянным движением главных героев, но при этом их перемещение не обязательно обосновывается конкретно заданным сюжетом путешествием. Более того, персонажи не обязательно перемещаются именно по дороге, они могут избрать своим пространством для перемещения любую локацию и двигаться по ней не только на машине, но и, например, на велосипеде, а чаще всего даже просто пешком, так как люди больше блуждают, чем пытаются добраться из точки А в Б с определённой целью. Также важной чертой «кинематографа блуждания» является дедраматизация и отсутствие возможности отнести фильм к конкретному жанру. Персонажи «кинематографа блуждания», как правило, не преодолевают себя, не развиваются и не совершенствуются по ходу фильма. Что касается более детального рассмотрения перемещений героев, то они могут быть самыми разными, то есть персонажи могут как проехать большой путь и сменить множество городов и стран за время фильма, так они могут пройти большой путь и вернуться в исходную точку или же они могут не выходить за рамки одного ограниченного пространства вообще и двигаться только внутри него. Это говорит о том, что в случае с «кинематографом блуждания» значительно важнее духовное состояние героя, чем то, как он фактически двигается в этот момент. Так как путь таких персонажей условно бесконечен, то и подаётся нам их история в таком же формате, то есть чаще всего у зрителей появляется возможность как бы подглядеть за жизнью человека только в конкретно заданный промежуток времени, здесь и сейчас, без каких-либо объяснений о прошлом героев и без каких-либо намёков на то, как будет развиваться история дальше, после завершения фильма. Особое внимание уделяется пейзажам или ландшафтам города, как правило, зафиксированными статичной камерой и возникающими неоднократно на протяжении всего фильма. Отсутствует большое количество диалогов или вообще какой-либо активной коммуникации между персонажами, мотивы поступков героев редко проговариваются ими самими, почему и остаются такими загадочными и неоднозначными для зрителей, которые вынуждены самостоятельно строить свои предположения о мыслях персонажей. Герои «кинематографа блуждания» безусловно находятся в поиске своего места в мире, но нам, как зрителям, может быть сложно проходить путь поиска вместе с персонажами, как из-за того, что мы мало чего знаем о их прошлом, так и из-за того, что в настоящем моменте они раскрываются перед нами очень неохотно. Более того, большинство персонажей «кинематографа блуждания» кажутся зрителям инертными, инфантильными и демотивированными, что может мешать процессу идентификации с героями или ощущению сопереживания и сочувствия по отношению к ним. Все эти характеристики применимы к творчеству Келли Райхардт.
Отличительными чертами «кинематографа блуждания» Келли Райхардт является обрывистость нарратива и его непроработанность. В фильмах Келли Райхардт большое место занимает тема дороги, но в её фильмах средства передвижения и сама дорога, как правило, представляют собой угрозу главным героям или, по крайней мере, просто перестают исполнять свою основную функцию. Так, например, происходит в картине «Болотистая река», где, по словам главного героя, собаку задавила машина, и где он сам же чуть не задавил Кози, главную героиню. Также примечательной характеристикой фильмов Келли Райхардт является то, что медленный темп развития событий в сюжете, скука и статичная работа камеры компенсируются движением таких объектов в кадре, как вода и огонь. Другой характерной чертой фильмов Келли Райхардт является дедраматизация и деромантизация жанров. Так, например, «Несколько женщин» похож своим нарративом на роуд-муви, однако же, все наиболее сюжетно значимые эпизоды из него либо совсем убираются, либо максимально смягчаются. Иной чертой, характерной исключительно для «кинематографа блуждания» Келли Райхардт является ложный саспенс, который постоянно присутствует в её фильмах, и всё нарастающее напряжение в её фильмах, как правило, так ничем и не разрешается. Отсюда вытекает следующая уникальная черта «кинематографа блуждания» Келли Райхардт, которая характеризуется одномоментностью и мимолётностью испытываемых чувств. Иными словами, все эмоции, которые проживаются как героями, так и зрителями, происходят здесь и сейчас и зависят они только от настоящего момента, без какой-либо привязки к прошлому.